# Slovinský Superpohár
Slovinský Superpohár (slovinsky SuperPokal Slovenije) je jednozápasová soutěž ve slovinské kopané, která probíhá od roku 1995 (s přestávkou v letech 1997–2006). Střetávají se v ní vítěz slovinské nejvyšší fotbalové ligy a vítěz slovinského fotbalového poháru.

## Přehled finálových utkání
Zdroj:
Vysvětlivky

prodl. – výsledek po prodloužení

pen. – rozhodlo se v penaltovém rozstřelu
- 1992: nekonalo se
- 1993: nekonalo se
- 1994: nekonalo se
- 1995: NK Olimpija Ljubljana – NK Mura 2:1
- 1996: ND Gorica – NK Olimpija Ljubljana 3:1
- 1997: nekonalo se
- 1998: nekonalo se
- 1999: nekonalo se
- 2000: nekonalo se
- 2001: nekonalo se
- 2002: nekonalo se
- 2003: nekonalo se
- 2004: nekonalo se
- 2005: nekonalo se
- 2006: nekonalo se
- 2007: NK Domžale – FC Koper 2:1
- 2008: NK Interblock – NK Domžale 0:0 po prodl. 7:6 pen.
- 2009: NK Maribor – NK Interblock 3:2 po prodl.
- 2010: FC Koper – NK Maribor 0:0 po prodl. 5:4 pen.
- 2011: NK Domžale – NK Maribor 2:1
- 2012: NK Maribor – NK Olimpija Ljubljana 2:1
- 2013: NK Maribor – NK Olimpija Ljubljana 3:0
- 2014: NK Maribor – ND Gorica 4:1
- 2015: FC Koper – NK Maribor 0:0 po prodl. 3:2 pen.[2]

## Počet titulů dle klubů
- 4: NK Maribor (2009, 2012, 2013, 2014)
- 2: NK Domžale (2007, 2011)
- 2: FC Koper (2010, 2015)
- 1: NK Olimpija Ljubljana (1995)
- 1: ND Gorica (1996)
- 1: NK Interblock (2008)